# Campeonato Uruguayo de Rugby 2020
El Campeonato Uruguayo de Rugby 2020 o simplemente Uruguayo de Rugby 2020 fue la 70.ª edición de este torneo de Primera División. 
El campeonato tiene la particularidad de ser el primer torneo de rugby que se reinicia durante la Pandemia de COVID-19 en el continente americano.

## Sistema de disputa
El torneo se disputa en formato liga donde se enfrentarán todos contra todos a una sola ronda, al finalizar la fase regular los ocho mejores clasificaran a una postemporada que comenzará en cuartos de final para disputar posteriormente semifinales y final.

## Clasificación
Tabla de posiciones
| Pos. | Equipo                  | Encuentros | Encuentros | Encuentros | Encuentros | Tantos | Tantos | Tantos | PB | PB | Puntos |
| Pos. | Equipo                  | PJ         | PG         | PE         | PP         | F      | C      | Dif    | BO | BD | Puntos |
| ---- | ----------------------- | ---------- | ---------- | ---------- | ---------- | ------ | ------ | ------ | -- | -- | ------ |
| 1.º  | Old Christians          | 10         | 10         | 0          | 0          | 412    | 162    | +250   | 8  | 0  | 48     |
| 2.º  | Trébol Rugby Club       | 10         | 8          | 0          | 2          | 385    | 226    | +159   | 9  | 1  | 42     |
| 3.º  | Carrasco Polo           | 10         | 8          | 0          | 2          | 384    | 170    | +214   | 7  | 1  | 40     |
| 4.º  | Old Boys Club           | 10         | 7          | 0          | 3          | 425    | 128    | +297   | 8  | 2  | 38     |
| 5.º  | Los Cuervos Rugby       | 10         | 6          | 0          | 4          | 265    | 270    | -5     | 5  | 1  | 30     |
| 6.º  | Montevideo Cricket Club | 10         | 5          | 0          | 5          | 230    | 183    | +47    | 4  | 2  | 26     |
| 7.º  | Lobos Rugby Club        | 10         | 3          | 0          | 7          | 187    | 294    | -107   | 4  | 2  | 18     |
| 8.º  | PSG Rugby               | 10         | 3          | 0          | 7          | 136    | 348    | -212   | 2  | 1  | 15     |
| 9.º  | Ceibos                  | 10         | 3          | 0          | 7          | 166    | 316    | -150   | 2  | 0  | 14     |
| 10.º | Champagnat Rugby        | 10         | 2          | 0          | 8          | 189    | 315    | -126   | 3  | 1  | 12     |
| 11.º | Seminario Rugby         | 10         | 0          | 0          | 10         | 131    | 498    | -367   | 1  | 1  | 2      |

|  | Cuartos de final. |

## Resultados
| 1.ª jornada | 1.ª jornada                | 1.ª jornada |
| Fecha       | Partido                    | Resultado   |
| ----------- | -------------------------- | ----------- |
| 22-08-20    | Old Christians - Ceibos    | 61-5        |
| 22-08-20    | Champagnat - Trébol        | 0-28        |
| 22-08-20    | Carrasco Polo - Seminario  | 57-15       |
| 22-08-20    | Lobos - Montevideo Cricket | 8-38        |
| 22-08-20    | Los Cuervos - PSG          | 40-7        |

| 2.ª jornada | 2.ª jornada                     | 2.ª jornada |
| Fecha       | Partido                         | Resultado   |
| ----------- | ------------------------------- | ----------- |
| 29-08-20    | Carrasco Polo - Los Lobos       | 45-10       |
| 29-08-20    | Montevideo Cricket - Champagnat | 28-12       |
| 29-08-20    | Trébol - PSG                    | 47-10       |
| 29-08-20    | Seminario - Old Boys            | 0-77        |
| 29-08-20    | Ceibos - Los Cuervos            | 0-28        |

| 3.ª jornada | 3.ª jornada                 | 3.ª jornada |
| Fecha       | Partido                     | Resultado   |
| ----------- | --------------------------- | ----------- |
| 5-09-20     | Champagnat - Seminario      | 52-7        |
| 5-09-20     | Los Cuervos - Carrasco Polo | 12-45       |
| 5-09-20     | Los Lobos - Old Christians  | 5-24        |
| 5-09-20     | Montevideo Cricket - Trébol | 18-12       |
| 5-09-20     | Old Boys - Ceibos           | 40-0        |

| 4.ª jornada | 4.ª jornada                 | 4.ª jornada |
| Fecha       | Partido                     | Resultado   |
| ----------- | --------------------------- | ----------- |
| 12-09-20    | Montevideo Cricket - Ceibos | 44-15       |
| 12-09-20    | Old Boys - Champagnat       | 43-12       |
| 12-09-20    | Old Christians - Seminario  | 71-5        |
| 12-09-20    | PSG - Carrasco Pólo         | 7-64        |
| 12-09-20    | Trébol - Los Cuervos        | 59-22       |

| 5.ª jornada | 5.ª jornada                    | 5.ª jornada |
| Fecha       | Partido                        | Resultado   |
| ----------- | ------------------------------ | ----------- |
| 19-09-20    | Ceibos - PSG                   | 10-18       |
| 19-09-20    | Los Cuervos - Champagnat       | 19-7        |
| 26-09-20    | Lobos - Trébol                 | 30-35       |
| 19-09-20    | Old Christians - Old Boys      | 20-15       |
| 19-09-20    | Seminario - Montevideo Cricket | 9-24        |

| 6.ª jornada | 6.ª jornada                        | 6.ª jornada |
| Fecha       | Partido                            | Resultado   |
| ----------- | ---------------------------------- | ----------- |
| 03-10-20    | Ceibos - Seminario                 | 36-15       |
| 03-10-20    | Champagnat - Old Christians        | 28-59       |
| 03-10-20    | Montevideo Cricket - Carrasco Polo | 8-10        |
| 03-10-20    | PSG - Los Lobos                    | 26-32       |
| 03-10-20    | Trébol - Old Boys                  | 35-21       |

| 7.ª jornada | 7.ª jornada                  | 7.ª jornada |
| Fecha       | Partido                      | Resultado   |
| ----------- | ---------------------------- | ----------- |
| 10-10-20    | Carrasco Polo - Ceibos       | 39-13       |
| 10-10-20    | Los Lobos - Seminario        | 46-20       |
| 10-10-20    | Montevideo Cricket - Cuervos | 22-23       |
| 10-10-20    | Old Christians - Trebol      | 49-26       |
| 10-10-20    | PSG - Old Boys               | 0-66        |

| 8.ª jornada | 8.ª jornada                    | 8.ª jornada |
| Fecha       | Partido                        | Resultado   |
| ----------- | ------------------------------ | ----------- |
| 17-10-20    | Carrasco Polo - Old Christians | 17-25       |
| 17-10-20    | Ceibos - Los Lobos             | 22-15       |
| 17-10-20    | Champagnat - PSG               | 30-20       |
| 17-10-20    | Los Cuervos - Seminario        | 43-22       |
| 17-10-20    | Old Boys - Montevideo Cricket  | 35-8        |

| 9.ª jornada | 9.ª jornada              | 9.ª jornada |
| Fecha       | Partido                  | Resultado   |
| ----------- | ------------------------ | ----------- |
| 24-10-20    | Champagnat - Ceibos      | 15-39       |
| 24-10-20    | Los Cuervos - Los Lobos  | 27-14       |
| 24-10-20    | Old Boys - Carrasco Polo | 27-29       |
| 24-10-20    | Old Christians - PSG     | 34-5        |
| 24-10-20    | Seminario - Trébol       | 26-73       |

| 10.ª jornada | 10.ª jornada                        | 10.ª jornada |
| Fecha        | Partido                             | Resultado    |
| ------------ | ----------------------------------- | ------------ |
| 31-10-20     | Trébol - Carrasco Polo              | 29-24        |
| 31-10-20     | Los Lobos - Champagnat              | 20-14        |
| 31-10-20     | Los Cuervos - Old Boys              | 17-58        |
| 31-10-20     | Montevideo Cricket - Old Christians | 27-35        |
| 31-10-20     | Seminario - PSG                     | 12-19        |

| \| 11.ª jornada \| 11.ª jornada \| 11.ª jornada \| \| Fecha \| Partido \| Resultado \| \| ------------ \| ---------------------------- \| ------------ \| \| 07-11-20 \| Trébol - Ceibos \| 41-26 \| \| 07-11-20 \| Carrasco Polo - Champagnat \| 52-19 \| \| 07-11-20 \| PSG - Montevideo Cricket \| 24-13 \| \| 07-11-20 \| Old Christians - Los Cuervos \| 34-29 \| \| 07-11-20 \| Old Boys - Los Lobos \| 43-7 \| |                              |           |
| 11.ª jornada |                              |           |
| Fecha | Partido                      | Resultado |
| 07-11-20 | Trébol - Ceibos              | 41-26     |
| 07-11-20 | Carrasco Polo - Champagnat   | 52-19     |
| 07-11-20 | PSG - Montevideo Cricket     | 24-13     |
| 07-11-20 | Old Christians - Los Cuervos | 34-29     |
| 07-11-20 | Old Boys - Los Lobos         | 43-7      |

## Fase Final

### Cuartos de final

#### Ida
| 14 de noviembre | Old Christians | 33 - 14 | PSG Rugby |  |  |

| 14 de noviembre | Old Boys Club | 58 - 15 | Los Cuervos Rugby |  |  |

| 14 de noviembre | Trébol Rugby Club | 19 - 8 | Lobos Rugby Club |  |  |

| 15 de noviembre | Carrasco Polo | 31 - 20 | Montevideo Cricket Club |  |  |

#### Vuelta
| 21 de noviembre | PSG Rugby | 14 - 42 | Old Christians |  |  |

| 21 de noviembre | Los Cuervos Rugby | 14 - 53 | Old Boys Club |  |  |

| 21 de noviembre | Lobos Rugby Club | 15 - 42 | Trébol Rugby Club |  |  |

| 21 de noviembre | Montevideo Cricket Club | 15 - 12 | Carrasco Polo |  |  |

### Semifinal
| 5 de diciembre | Old Christians | 19 - 17 | Old Boys Club |  |  |

| 5 de diciembre | Trébol Rugby Club | 10 - 25 | Carrasco Polo |  |  |

### Final
| 12 de diciembre | Old Christians | 18 - 25 | Carrasco Polo | Estadio Charrúa, Montevideo |  |
|                 |                | Reporte |               |                             |  |

| Bandera de Uruguay     |
| Campeón Carrasco Polo  |
| Vigésimo octavo título |